# Sloan Lake (Colorado)
Der Sloan Lake, fälschlicherweise auch Sloan’s Lake oder Sloans Lake genannt, ist ein 72 ha großer See in der Großstadt Denver im US-Bundesstaat Colorado.

## Lage
Der Sloan Lake liegt am westlichen Stadtrand von Denver nahe der Stadtgrenzen zu Edgewater und Lakewood auf einer Höhe von 1618 m. Er ist von Wohngebieten umgeben. Es handelt sich um einen künstlich angelegten See ohne Zufluss, dessen genauer Entstehungszeitpunkt unbekannt ist. Es gibt keinen oberirdischen Abfluss. Der South Platte River fließt knapp 2 km weiter östlich in nördlicher Richtung.